# Ouaouizeght
Ouaouizeght è una città del Marocco, nella provincia di Azilal, nella regione di Béni Mellal-Khénifra.
La città è anche chiamata Ouaouizarht, Ouaouizarhte, Uauizart, Wawizaght o Ouaouizert.